# B4 Bay 65
Bei den bayerischen AB Bay 65 bzw. B4 Bay 65 handelt es sich um ursprünglich zweiachsige Abteilwagen für den Einsatz in Personenzügen für die Königlich Bayerischen Staatseisenbahnen, welche ursprünglich von den Königlich privilegierten Bayerischen Ostbahnen (B.O.B.) beschafft wurden. Sie wurden von den Betriebseigenen Werkstätten der Königlich Bayerische Staatseisenbahnen zu vierachsigen Drehgestell-Abteilwagen umgebaut und dann unter dem Blatt 111 im Wagenstandsverzeichnis vom 31. März 1913 geführt.

## Geschichte
Für die Personenbeförderung auf den von ihr betriebenen Linien beschaffte die B.O.B. in den Jahren zwischen 1856 (erstes Geschäftsjahr) und 1875 (letztes Geschäftsjahr und Übernahme durch die K.B.E.) ca. 100 Wagen der Gattung A.B. Von diesen wurden 1876 noch insgesamt 91 Stück von der K.B.Sts.B übernommen und in ihrem Wagenpark ebenfalls als Gattung AB eingereiht.

## Beschaffung
Als dritte Serie von Personenwagen der Gattung AB wurden im Jahre 1865 insgesamt sechs kurze Wagen beschafft. Als auch für die K.B.Sts.B. die Notwendigkeit der Beschaffung von Drehgestell-Abteilwagen aufkam, entschied man sich 1890, zunächst jeweils zwei der zweiachsigen Altbestandswagen der B.O.B. auf ein neues Untergestell mit Drehgestellen zu setzen. 1891 folgten dann die übrigen vier Altwagen, so dass der K.B.Sts.B insgesamt drei Drehgestellwagen für den Einsatz in Schnellzügen zur Verfügung standen.

## Verbleib
Auf Grund des Alters der Wagen und weil im amtlichen Verzeichnis der Reichsbahn von 1930 keine Wagen dieses Typs mehr verzeichnet sind, ist davon auszugehen, dass sie bis zu diesem Termin ausgemustert waren.

## Konstruktive Merkmale

### Untergestell
Der Rahmen der Wagen war bis auf die äußeren Längsträger komplett aus Holz aufgebaut. Als Zugeinrichtung hatten die Wagen Schraubenkupplungen nach VDEV. Die Zugstange war durchgehend und mittig gefedert. Als Stoßeinrichtung besaßen die Wagen in der Lieferversion Stangenpuffer der B.O.B.-Bauart mit einer Einbaulänge von 555 mm und 360 mm für die Pufferteller.

### Laufwerk
Die Wagen hatten aus Blechen und Winkeln genietete Achshalter der kurzen, geraden Bauform. Gelagert waren die Achsen in Gleitachslagern. Die Räder hatten Speichenradkörper des bayerischen Typs 23 mit einem Durchmesser von 1.024 mm. Die jeweils 1.764 Millimeter langen Tragfedern hatten je sieben Blätter mit einem Querschnitt von 96 × 13 Millimeter. Alle Wagen der Lieferversion waren ohne Bremseinrichtungen.
Mit dem Umbau in den Jahren 1890 und 1891 wurden die Wagen auf bayerische Drehgestelle der kurzen Bauart mit 2.500 Millimeter Radstand gesetzt. Sie erhielten dann Räder der bayerischen Form 38. Außerdem erfolgte der Einbau einer Handspindelbremse sowie der durchgehenden Druckluftbremse Typ Westinghouse.

### Wagenkasten
Der Rahmen des Wagenkastens bestand aus einem hölzernen Ständerwerk. Die Wände waren außen mit Blechen und innen mit Holz verkleidet. Die Blechstöße waren mit Holzleisten verkleidet. Die Stirnwände waren gerade, die Seitenwände ab der Höhe der Griffstangen für die Laufbretter leicht nach unten eingezogen. Das flache Tonnendach ragte nur geringfügig über die Seitenwände hinaus.
Mit dem Umbau zu Drehgestellwagen erhielten die Wagenkästen entsprechende Verlängerungen von 750 Millimeter an den Wagenenden sowie einen zusätzlichen Mittelteil (für die Toiletteneinbauten) von 1.000 Millimeter. Der Wagenkasten erhielt wegen des großen Drehgestell Abstands von 9.500 Millimeter nachstellbare Spannstangen in der Höhe der äußeren Längsträger.

### Ausstattung
Die Wagen hatten in der Ursprungsausführung als Gattung AB jeweils nur 3 Abteile. Alle Abteile waren mit Polsterbänken ausgestattet, welche sich in der Ausführungsqualität zwischen den Klassen leicht unterschieden. Ein mittleres Abteil war der Ersten Klasse, die beiden anderen der Zweiten Klasse zugeordnet. Die Wagen hatten je zwei mit Öl befeuerte Lampen, welche so in den Abteil-Zwischenwänden eingebaut waren, dass sie jeweils zwei Abteile beleuchteten. Die Belüftung erfolgte durch Kiemenlüfter über allen Fenstern.
Mit dem Umbau der Wagen durch die bahneigenen Werkstätten in Regensburg erhielten die Wagen durch die Zusammenfassung von je zwei Wagenkästen mit zusätzlichem Zwischenteil und dem Einbau von Toiletten eine gänzlich andere Abteilstruktur. An beide Wagenenden wurden, zugänglich mit einem Seitengang der über zwei Abteile ging, Toiletten eingebaut. Zusätzlich erhielt eine Seite ein kleines Bremserabteil mit einer Handspindelbremse. Die ursprünglichen Wagenkästen blieben mit ihrer Abteilstruktur zwar erhalten, aber die viersitzigen Polstersessel der Ersten Klasse wurden durch dreisitzige ersetzt. In der Wagenmitte wurden auf einer Breite von 1.000 Millimetern zwei Aborte hintereinander eingebaut, wovon jeweils einer den Zugang von dem benachbarten Abteil der Zweiten Klasse erhielt. Zur Beleuchtung erhielten die Wagen nunmehr neun Gaslampen. Der zur Versorgung der Lampen notwendige Gasbehälter hing in Längsrichtung unter dem Untergestell.
In einem zweiten Verfahren zwischen 1897 und 1913 wurden die Abteile der Ersten Klasse unter Beibehaltung der Sitzaufteilung in solche der Zweiten Klasse umgewidmet und der Wagen lief fortan unter der Gattung BB.

## Skizzen, Musterblätter, Fotos

Ansicht zu Blatt 4 aus B.O.B. WV von 1872
Ansicht zu Blatt 27 aus Bayer. WV von 1879
Ansicht zu Blatt 37 aus Bayer. WV von 1891
Ansicht zu Blatt 55 aus Bayer. WV von 1897
Ansicht zu Blatt 111 aus Bayer. WV von 1913

## Wagennummern
| Blatt-Nr. Herstelld.         | Blatt-Nr. Herstelld.         | Blatt-Nr. Herstelld.         | Gattungszeichen je Epoche Wagennummern je Epoche (mit Direktionsangaben) | Gattungszeichen je Epoche Wagennummern je Epoche (mit Direktionsangaben) | Gattungszeichen je Epoche Wagennummern je Epoche (mit Direktionsangaben) | Gattungszeichen je Epoche Wagennummern je Epoche (mit Direktionsangaben) | Gattungszeichen je Epoche Wagennummern je Epoche (mit Direktionsangaben) | Gattungszeichen je Epoche Wagennummern je Epoche (mit Direktionsangaben) | Gattungszeichen je Epoche Wagennummern je Epoche (mit Direktionsangaben) | Gattungszeichen je Epoche Wagennummern je Epoche (mit Direktionsangaben) | Gattungszeichen je Epoche Wagennummern je Epoche (mit Direktionsangaben) | Fahrwerk / Ausstattung / Zusatzinfos (siehe jeweilige Legende) | Fahrwerk / Ausstattung / Zusatzinfos (siehe jeweilige Legende) | Fahrwerk / Ausstattung / Zusatzinfos (siehe jeweilige Legende) | Fahrwerk / Ausstattung / Zusatzinfos (siehe jeweilige Legende) | Fahrwerk / Ausstattung / Zusatzinfos (siehe jeweilige Legende) | Fahrwerk / Ausstattung / Zusatzinfos (siehe jeweilige Legende) | Fahrwerk / Ausstattung / Zusatzinfos (siehe jeweilige Legende) | Fahrwerk / Ausstattung / Zusatzinfos (siehe jeweilige Legende)                  | Fahrwerk / Ausstattung / Zusatzinfos (siehe jeweilige Legende) | Fahrwerk / Ausstattung / Zusatzinfos (siehe jeweilige Legende) | Fahrwerk / Ausstattung / Zusatzinfos (siehe jeweilige Legende)                  |
| Bau- jahr                    | Her- steller                 | Anz.                         | B.O.B. bis 1872                                                          | B.O.B. ab 1872                                                           | KBE ab 1876                                                              | KBE ab 1884                                                              | KBE ab 1893                                                              | KBE ab 1894                                                              | KBE ab 1907                                                              | DR (ab 1923)                                                             | Ausge- mustert                                                           | Anz. Ach- sen                                                  | Brem- sen                                                      | Bl.                                                            | Hz.                                                            | Art u. Anz. Abteile (Sitze)                                    | Art u. Anz. Abteile (Sitze)                                    | Art u. Anz. Abteile (Sitze)                                    | Art u. Anz. Abteile (Sitze)                                                     | Mil.                                                           | Mil.                                                           | Bemer- kung                                                                     |
| Blatt-Nr. aus WV von Gattung | Blatt-Nr. aus WV von Gattung | Blatt-Nr. aus WV von Gattung | 4 1872 A.B.                                                              | 1875 A.B.                                                                | 27 1879 P.I./II.                                                         | 37 1891 P.I./II.                                                         | Plan 1893 A.B.                                                           | 55 1897 A.B.                                                             | 111 1913 BB.                                                             | B4 Bay 64                                                                |                                                                          |                                                                |                                                                |                                                                |                                                                | A                                                              | 1.                                                             | 2.                                                             | 3.                                                                              | O                                                              | M                                                              | Radstand als Drehgestellwagen 9.500 Millimeter                                  |
| ---------------------------- | ---------------------------- | ---------------------------- | ------------------------------------------------------------------------ | ------------------------------------------------------------------------ | ------------------------------------------------------------------------ | ------------------------------------------------------------------------ | ------------------------------------------------------------------------ | ------------------------------------------------------------------------ | ------------------------------------------------------------------------ | ------------------------------------------------------------------------ | ------------------------------------------------------------------------ | -------------------------------------------------------------- | -------------------------------------------------------------- | -------------------------------------------------------------- | -------------------------------------------------------------- | -------------------------------------------------------------- | -------------------------------------------------------------- | -------------------------------------------------------------- | ------------------------------------------------------------------------------- | -------------------------------------------------------------- | -------------------------------------------------------------- | ------------------------------------------------------------------------------- |
| 1864                         | Klett                        | 6                            | 46                                                                       | 66                                                                       | 17 805                                                                   | 17 805                                                                   | 1                                                                        | 201                                                                      | 201                                                                      |                                                                          | <1930                                                                    | 2(4)                                                           | (Wsbr)                                                         | Öl (G)                                                         | (D)                                                            | 0 (4)                                                          | 1 (8) [10]                                                     | 2 (16) [26]                                                    |                                                                                 | (36)                                                           |                                                                | Umbau zu Drehgestellwagen in den eigenen Werkstätten in Regensburg im Jahr 1890 |
| 1864                         | Klett                        | 6                            | 47                                                                       | 67                                                                       | 17 806                                                                   | 17 806                                                                   | 1                                                                        | 201                                                                      | 201                                                                      |                                                                          | <1930                                                                    | 2(4)                                                           | (Wsbr)                                                         | Öl (G)                                                         | (D)                                                            | 0 (4)                                                          | 1 (8) [10]                                                     | 2 (16) [26]                                                    |                                                                                 | (36)                                                           |                                                                | Umbau zu Drehgestellwagen in den eigenen Werkstätten in Regensburg im Jahr 1890 |
| 1864                         | Klett                        | 6                            | 48                                                                       | 68                                                                       | 17 807                                                                   | 17 807                                                                   | 2                                                                        | 202                                                                      | 202                                                                      |                                                                          | <1930                                                                    | 2(4)                                                           | (Wsbr)                                                         | Öl (G)                                                         | (D)                                                            | 0 (4)                                                          | 1 (8) [10]                                                     | 2 (16) [26]                                                    | Umbau zu Drehgestellwagen in den eigenen Werkstätten in Regensburg im Jahr 1891 | (36)                                                           |                                                                |                                                                                 |
| 1864                         | Klett                        | 6                            | 49                                                                       | 69                                                                       | 17 808                                                                   | 17 808                                                                   | 2                                                                        | 202                                                                      | 202                                                                      |                                                                          | <1930                                                                    | 2(4)                                                           | (Wsbr)                                                         | Öl (G)                                                         | (D)                                                            | 0 (4)                                                          | 1 (8) [10]                                                     | 2 (16) [26]                                                    | Umbau zu Drehgestellwagen in den eigenen Werkstätten in Regensburg im Jahr 1891 | (36)                                                           |                                                                |                                                                                 |
| 1864                         | Klett                        | 6                            | 50                                                                       | 70                                                                       | 17 809                                                                   | 17 809                                                                   | 3                                                                        | 203                                                                      | 203                                                                      |                                                                          | <1930                                                                    | 2(4)                                                           | (Wsbr)                                                         | Öl (G)                                                         | (D)                                                            | 0 (4)                                                          | 1 (8) [10]                                                     | 2 (16) [26]                                                    | Umbau zu Drehgestellwagen in den eigenen Werkstätten in Regensburg im Jahr 1891 | (36)                                                           |                                                                |                                                                                 |
| 1864                         | Klett                        | 6                            | 51                                                                       | 71                                                                       | 17 810                                                                   | 17 810                                                                   | 3                                                                        | 203                                                                      | 203                                                                      |                                                                          | <1930                                                                    | 2(4)                                                           | (Wsbr)                                                         | Öl (G)                                                         | (D)                                                            | 0 (4)                                                          | 1 (8) [10]                                                     | 2 (16) [26]                                                    | Umbau zu Drehgestellwagen in den eigenen Werkstätten in Regensburg im Jahr 1891 | (36)                                                           |                                                                |                                                                                 |